# خومژتسا
خومژتسا (به لهستانی:  Chełmżyca) یک روستا در لهستان است که در گمینا سوش واقع شده‌است. خومژتسا ۷۴ نفر جمعیت دارد.